# Jan Boudyš
Jan Boudyš (13. února 1897 Poušť (obec Záhornice) – 19. června 1972 Sobotka) byl český pedagog a básník.

## Život
Narodil se ve vesnici Poušť (součást obce Záhornice) ve vícečlenné rodině. Měšťanskou školu vystudoval v Městci Králové a učitelský ústav v Hradci Králové, kde maturoval v roce 1915. Ihned po maturitě narukoval do 1. světové války a na východní frontě byl raněn. Při léčení onemocněl trachomem, jako válečný invalida nemohl vykonávat učitelské povolání, učitelem se stal až po sňatku. V roce 1920 se oženil se sestrou malíře Václava Špály Annou Špálovou a stal se jeho švagrem.
Učitelskou praxi vykonával v Benátkách nad Jizerou, v Hřivně a v Březně. Od roku 1928 žil v Březně, kam se přestěhoval ze Sobotky. V Březně se angažoval jako osvětový pracovník (kronikář, vedoucí knihovny a kina). Do Sobotky se navrátil v roce 1955 před důchodem, do kterého odešel v roce 1958.
V období Protektorátu se se svým bratrem Josefem zapojil do odboje. Byl členem Moravského kola spisovatelů.

## Dílo
V letech 1928–1947 se jeho příspěvky objevovaly v různých, zejména regionálních časopisech. Rukopisný román Mládí se ztratil při likvidaci nakladatelství Grafická unie.

### Knižní vydání
Dobová kritika přijala Boudyšovu prvotinu Jiskření tmy v zásadě příznivě s tím, že ji označila za ukázku „...solidní básnícké práce a techniky“. Knižně vydal tři básnické sbírky:
- Jiskření tmy (Plzeň ,S.Z.V.U., 1933)
- Píseň života (vydavatel Rajmond Pospíchal, 1936)
- Zvěstování (básně, titulní kresba Václav Špála; V Sobotce, Leopold Lažan, 1940)

### Sborníky
- Tři zpěvy úsvitu (hudebnina pro ženské sbory, skladatel Josef Plavec na slova Jana Boudyše, Jaroslava Seiferta a Jiřího Wolkera, nákladem vlastním, 1933)
- Zpěv země (IN: K poctě zbraň praporu!, výbor básní o osudu Československa 1938, ilustrace Cyril Bouda; Praha, Václav Petr, 1945)